# Жаростойкая сталь
Жаросто́йкая (окалиносто́йкая) сталь — сталь, обладающая стойкостью против коррозионного разрушения поверхности в газовых средах при температурах свыше 550 °C, работающая в ненагруженном или слабонагруженном состоянии.

## Характеристика
Жаростойкость (окалиностойкость) стали характеризуется сопротивлением окислению при высоких температурах. Для повышения окалиностойкости сталь легируют элементами, которые изменяют состав и строение окалины. В результате введения в сталь необходимого количества хрома (Cr) или кремния (Si), обладающих бо́льшим родством с кислородом (O), чем железо (Fe), в процессе окисления на поверхности образуются плотные оксиды на основе хрома или кремния. Образовывающаяся тонкая плёнка из этих оксидов затрудняет процесс дальнейшего окисления. Чтобы обеспечить окалиностойкость до температуры 1100 °C в стали должно быть не менее 28 % хрома (например сталь 15Х28). Наилучшие результаты получаются при одновременном легировании стали хромом и кремнием.

## Маркировка
Пример: 20Х25Н20С2:
- Цифры вначале маркировки указывают на содержание в стали углерода в сотых долях процента.
- Буква без цифры — определённый легирующий элемент с содержанием в стали менее 1 %:
  - Х — хром;
  - Н — никель;
  - С — кремний;
  - Т — титан;
  - М — молибден.
- Буква и цифра после неё — определённый легирующий элемент с содержанием в процентах (цифра).

## Классификация
Жаростойкие стали подразделяются на несколько групп:
- хромистые стали ферритного класса;
- хромокремнистые стали мартенситного класса;
- хромоникелевые стали аустенитно-ферритного класса;
- хромоникелевые аустенитные стали.

### Хромистые стали ферритного класса
Могут применяться для изготовления сварных конструкций, не подвергающихся действию ударных нагрузок при температуре эксплуатации не ниже –20 °C; для изготовления труб для теплообменной аппаратуры, работающей в агрессивных средах; аппаратуры, деталей, чехлов термопар, электродов искровых зажигательных свечей, труб пиролизных установок, теплообменников; для спаев со стеклом. Жаростойкость — до 1100 °C. Пример: 15Х25Т, 15Х28.

### Хромокремнистые стали мартенситного класса
Применяются для изготовления клапанов авиационных двигателей, автомобильных и тракторных дизельных двигателей, крепёжные детали двигателей. Пример: 40Х10С2М.

### Хромоникелевые стали аустенитно-ферритного класса
Применяются для изготовления деталей, работающих при высоких температурах в слабонагруженном состоянии. Жаростойкость до 900—1000 °C. Пример: 20Х23Н13.

### Хромоникелевые аустенитные стали
Применяются для изготовления листовых деталей, труб, арматуры (при пониженных нагрузках), а также деталей печей, работающих при температурах до 1000—1100 °C в воздушной и углеводородной атмосферах. Пример: 10Х23Н18, 20Х25Н20С2.